# サカタザメ属
サカタザメ属（学名：Rhinobatos）は、ノコギリエイ目サカタザメ科の下位分類群の一つ。 

## 分類
以前はサカタザメ科の全ての種が分類されていたが、多系統であることが判明した為、多くの種が Acroteriobatus、ミナミサカタザメ属、Pseudobatos に移された。

## 下位分類
- サカタザメ属 Rhinobatos H. F. Linck, 1790
  - Rhinobatos albomaculatus Norman, 1930 (white-spotted guitarfish) ギニア湾からアンゴラまでの沿岸部に生息する。全長は通常60 cmで、体には白点が散らばる。
  - Rhinobatos annandalei Norman, 1926 (Annandale's guitarfish) インド、パキスタン、スリランカ、ミャンマー沖に生息。雄は全長89 cmに達するが、雌は65 cm程度。白点が対称的に並ぶ。
  - Rhinobatos austini Ebert & Gon, 2017 (Austin’s guitarfish) クワズール・ナタール州からモザンビークにかけての沿岸付近に生息。全長110 cmを超え、吻部腹側には黒い斑点があり、背面に目立った棘などは無く、黒い斑点が対称的に存在する[4]。
  - Rhinobatos borneensis Last, Séret & Naylor, 2016 (Borneo guitarfish) 南シナ海とボルネオ島沖の大陸棚に生息。雄は68 cm、雌は90 cmに達する。体には淡黄色の斑点があり、背鰭には暗色の斑点がある[5]。
  - Rhinobatos holcorhynchus Norman, 1922 (slender guitarfish) ケニアからクワズール・ナタール州までの沖合の大陸棚に生息。全長は最大127 cmで、背面はオリーブグリーンで斑点は無く、吻部腹面に黒斑がある。
  - Rhinobatos hynnicephalus J. Richardson, 1846 (Ringstreaked guitarfish) コモンサカタザメ
  - Rhinobatos irvinei Norman, 1931 (spineback guitarfish) モロッコからアンゴラまでの沿岸近くに生息。通常65 cmで、体にはヒョウのような模様がある。
  - Rhinobatos jimbaranensis Last, W. T. White & Fahmi, 2006 (Jimbaran shovelnose ray) インドネシア中部の固有種で、沿岸付近に生息。雄は89 cm、雌は99 cmで、白点は無い[6]。
  - Rhinobatos lionotus Norman, 1926 (smoothback guitarfish) ベンガル湾、ミャンマー、スリランカの大陸棚に生息。全長75 cmで、暗色の不規則な斑点が対称的に並ぶ。
  - Rhinobatos manai White, Last & Naylor, 2016 (Papuan guitarfish) パプアニューギニアのニューアイルランド州沖に生息。全長73 cmで、背面には褐色の斑点が散らばる[7]。
  - Rhinobatos nudidorsalis Last, Compagno & Nakaya, 2004 (Bareback shovelnose ray) マスカリン海台に固有。全長50 cmと小型で、目立った棘などは無い[8]。
  - Rhinobatos penggali Last, W. T. White & Fahmi, 2006 (Indonesian shovelnose ray) インドネシア中部に固有で、沿岸付近の棚に生息。全長は雄が86 cm、雌が99 cm。背中には白点がある[6]。
  - Rhinobatos punctifer Compagno & Randall, 1987 (spotted guitarfish) 紅海、オマーンからパキスタンの大陸棚に生息。全長は最大88 cmで、体色変異が多く、体盤縁付近に白点の散らばる個体や、網目模様に近い個体もいる。
  - Rhinobatos ranongensis Last, Séret & Naylor, 2019 (Ranong guitarfish) アンダマン海、ミャンマー、タイの沿岸付近に生息。全長は60 cmを超え、目立った模様は無い散らばる[9]。
  - Rhinobatos rhinobatos Linnaeus, 1758 (common guitarfish) コモンギターフィッシュ
  - Rhinobatos sainsburyi Last, 2004 (goldeneye shovelnose ray) 西オーストラリア州、ノーザンテリトリー沖に生息。全長は最大59 cmで、無地または褐色の斑点がある。
  - Rhinobatos schlegelii J. P. Müller & Henle, 1841 (brown guitarfish) サカタザメ
  - Rhinobatos whitei Last, Corrigan & Naylor, 2014 (Philippine guitarfish) フィリピンの市場で発見された個体を元に記載された。全長は最大72 cmで、背面には白い斑点が規則的に並ぶ[10]。

## 化石種
次の化石種が知られる。

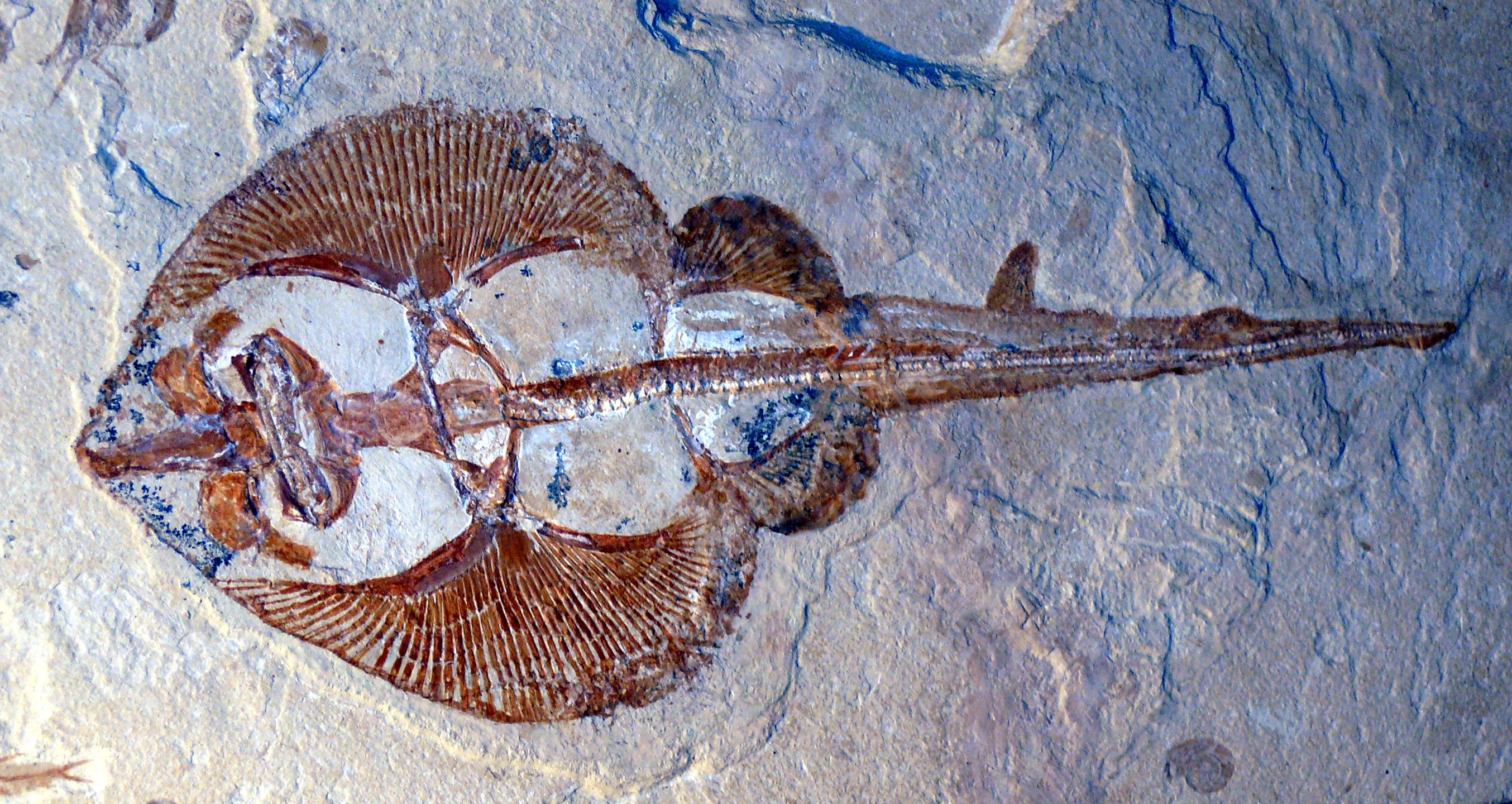
Rhinobatos whitfieldi

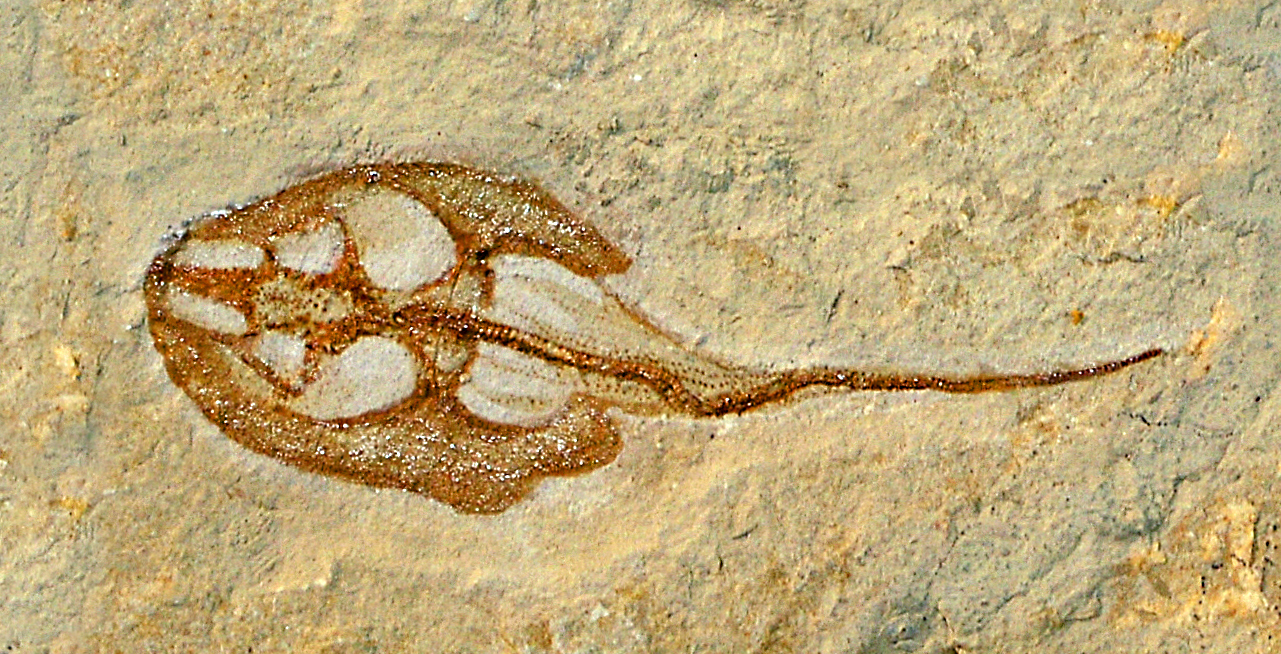
Rhinobatos hakelensis

- †Rhinobatos bruxelliensis Jaekel 1894
- †Rhinobatos casieri Herman 1975
- †Rhinobatos grandis Davis 1887
- †Rhinobatos hakelensis Capetta 1980
- †Rhinobatos incertus Cappetta 1973
- †Rhinobatos intermedius Davis 1887
- †Rhinobatos latus Davis 1887
- †Rhinobatos maronita Pictet and Humbert 1866
- †Rhinobatos primarmatus Woodward 1889
- †Rhinobatos sahnii Sahni and Mehrotra 1981
- †Rhinobatos steurbauti Cappetta and Nolf 1981
- †Rhinobatos tenuirostris Davis 1887
- †Rhinobatos whitfieldi Hay 1903